# 大塔正明
大塔 正明（だいとう まさあき、1973年4月5日 - ）は、大阪府交野市出身の元プロ野球選手（投手）。

## 来歴・人物
大阪・近大附高では、エースとして1990年秋季近畿大会に進むが、1回戦で岡本晃（のち関大。大学でも投げ合う）がエースの三田学園に惜敗。翌1991年夏の大阪府大会は決勝で萩原誠を打の主軸とする大阪桐蔭高に敗れ、甲子園出場はならなかった。
卒業後は近畿大学へ進学。1年下の今井圭吾と投の二本柱として活躍する。関西学生野球リーグでは3回の優勝を経験。3年時の1994年春季リーグ戦に優勝、続く全日本大学野球選手権大会決勝で駒大の4年河原純一と投げ合うが2-5で敗退、準優勝にとどまる。4年秋にもリーグ戦で優勝し、明治神宮大会代表決定トーナメント初戦で今井の後を受けて同点の7回から登板すると延長13回に自ら決勝適時打を放って、7回を無失点に抑えた。本戦でも初戦となる準々決勝で先発7回を無失点で今井へ繋いで勝利したが、準決勝は登板なく青学大に敗れた。リーグ通算20試合登板、11勝4敗、防御率2.59。最優秀投手1回、ベストナイン1回受賞。国際大会でも1994年日米大学野球選手権大会日本代表に選出される。また1994広島アジア大会日本代表にも選出され金メダルを獲得。
1995年ドラフト5位で中日入団。150kmを超える速球と落差のあるフォークを軸に、2年目の1997年には43試合に登板、右の中継ぎ要員の一角を担った。しかし太目の体型が災いし球にキレを欠くことが多く、怪我にも悩まされそれ以上の飛躍ができなかった。2000年現役引退。
当時のチームメイトである山本昌には、名鉄阿久比球場の所在地にちなんで「知多の大魔神」と呼ばれていた。またパソコンやラジコンを趣味としていたという。引退後は電気設備関係の仕事に就き、独立している。

## 詳細情報

### 年度別投手成績
| 年 度     | 球 団     | 登 板 | 先 発 | 完 投 | 完 封 | 無 四 球 | 勝 利 | 敗 戦 | セ 丨 ブ | ホ 丨 ル ド | 勝 率 | 打 者 | 投 球 回 | 被 安 打 | 被 本 塁 打 | 与 四 球 | 敬 遠 | 与 死 球 | 奪 三 振 | 暴 投 | ボ 丨 ク | 失 点 | 自 責 点 | 防 御 率 | W H I P |
| --------- | --------- | ----- | ----- | ----- | ----- | -------- | ----- | ----- | -------- | ----------- | ----- | ----- | -------- | -------- | ----------- | -------- | ----- | -------- | -------- | ----- | -------- | ----- | -------- | -------- | ------- |
| 1996      | 中日      | 1     | 0     | 0     | 0     | 0        | 0     | 0     | 0        | --          | ----  | 10    | 1.0      | 4        | 0           | 1        | 0     | 1        | 2        | 1     | 0        | 5     | 4        | 36.00    | 5.00    |
| 1997      | 中日      | 43    | 0     | 0     | 0     | 0        | 2     | 1     | 0        | --          | .667  | 260   | 58.0     | 61       | 5           | 23       | 0     | 8        | 47       | 6     | 0        | 26    | 23       | 3.57     | 1.45    |
| 1998      | 中日      | 21    | 0     | 0     | 0     | 0        | 1     | 0     | 0        | --          | 1.000 | 90    | 21.1     | 22       | 0           | 6        | 0     | 1        | 14       | 1     | 0        | 7     | 7        | 2.95     | 1.31    |
| 1999      | 中日      | 6     | 1     | 0     | 0     | 0        | 0     | 1     | 0        | --          | .000  | 61    | 12.2     | 15       | 1           | 8        | 0     | 1        | 7        | 0     | 0        | 7     | 7        | 4.97     | 1.82    |
| 通算：4年 | 通算：4年 | 71    | 1     | 0     | 0     | 0        | 3     | 2     | 0        | --          | .600  | 421   | 93.0     | 102      | 6           | 38       | 0     | 11       | 70       | 8     | 0        | 45    | 41       | 3.97     | 1.51    |

### 記録
投手記録
- 初登板：1996年6月26日、対広島東洋カープ13回戦（ナゴヤ球場）、9回表に4番手として救援登板・完了、1回5失点（自責点4）
- 初奪三振：同上、9回表に金本知憲から
- 初勝利：1997年4月29日、対広島東洋カープ3回戦（ナゴヤドーム）、12回表に6番手として救援登板・完了、2回無失点
- 初先発登板：1999年8月20日、対広島東洋カープ20回戦（ナゴヤドーム）、4回1/3を4失点で敗戦投手

打撃記録
- 初安打：1999年8月20日、対広島東洋カープ20回戦（ナゴヤドーム）、3回裏に佐々岡真司から左中間へ二塁打

### 背番号
- 37 （1996年）
- 28 （1997年 - 2000年）